# 24159 Shigetakahashi
24159 Shigetakahashi è un asteroide della fascia principale. Scoperto nel 1999, presenta un'orbita caratterizzata da un semiasse maggiore pari a 2,7270752 UA e da un'eccentricità di 0,1524780, inclinata di 3,85033° rispetto all'eclittica.